# Mihael Poldt
Mihael Poldt, avstrijski jezuit, filolog in teolog, * 1548, Dunaj, † 23. junij 1603, Gradec.
Bil je prvi rektor Jezuitskega kolegija v Ljubljani med 21. januarjem 1597 in 9. avgustom 1597.
Med letoma 1600 in 1603 je bil vzgojitelj nadvojvod Ernesta, Leopolda in Maksimiljana.